# Centralização política de Israel
Centralização política de Israel é a denominação dada ao processo de organização política de Israel no século XI a.C.
Segundo a Bíblia,a fim de reagir contra a invasão dos filisteus, no século XI a.C., os hebreus mudaram sua organização política.A fim de defender-se das ameaças de invasão dos povos vizinhos, os juízes (líderes militares e espirituais, frequentemente com uma influência apenas em nível tribal) foram substituidos por um rei, que exercia sua autoridade sobre todas as tribos de Israel. O primeiro rei foi Saul.
Com a morte de Saul, seu genro Davi subiu ao trono e reinou de 1000 a 960 a.C. O novo rei conquistou a fortaleza de Jerusalém e transformou a cidade na capital do reino. Davi também expandiu as fronteiras por meio de inúmeras guerras, inclusive com os filisteus, e fez alianças com as cidades fenícias, principalmente Tiro.
A unidade do reino permaneceu no reinado de Salomão, filho de Davi. Durante o reinado de Roboão, filho de Salomão, o reino foi dividido em dois: as dez tribos ao norte do país ficaram conhecidas como Reino do Norte, Reino de Israel, Efraim (tribo mais influente) ou Samaria (este último devido a dua posterior capital de mesmo nome); e as duas tribos ao sul do país ficaram conhecidas como Reino do Sul, ou Reino de Judá (tribo mais influente).